# كوديان (لامرد)
كوديان (بالفارسية: کودیان) هي منطقة سكنية في محافظة فارس إيران التابعة لبلدة أشكنان مقاطعة لامرد.

## السكان
تقع هذه القرية في قسم كال وحسب احصاءات سنة 2006 كان عدد سكانها 777 نمسة يعيشون في 174 مسكن.